# Ephemerum piliferum
Ephemerum piliferum är en bladmossart som beskrevs av J. Shaw 1878. Ephemerum piliferum ingår i släktet dagmossor, och familjen Ephemeraceae. Inga underarter finns listade i Catalogue of Life.